# Svenska Serier 1987
Svenska Serier Årgång 1987 var den femte årgången av tidningen och gavs ut i fyra nummer.
| Nummer | Serie                                          | Upphovsman                    |
| ------ | ---------------------------------------------- | ----------------------------- |
| 1      | Martin Udd - Journalist (Del 1)                | Magnus Knutsson Ulf Jansson   |
|        | Traskens                                       | Jonas Darnell                 |
|        | James Hund: Fallet med den prickiga gummiankan | Jonas Darnell Patrik Norrman  |
|        | En Dag i Videobutiken                          | Thomas Norberg                |
|        | Skin-City                                      | Gunnar Krantz                 |
|        | Kurt Jönssons Vardag: Flora & Fasa             | Håkan Somdal Björn Rosbro     |
|        | En Seriefigurs Tillblivelse                    | Redaktionen                   |
| 2      | Traskens                                       | Jonas Darnell                 |
|        | De Nordiska Svanarna: Stråtrövarna             | Claes Reimerthi Jaime Vallvé  |
|        | Traskens                                       | Jonas Darnell                 |
|        | Martin Udd - Journalist (Del 2)                | Magnus Knutsson Ulf Jansson   |
|        | Stäppvalpen                                    | Magnus Källström              |
|        | Millan                                         | Camilla Eriksson              |
|        | Muggen och andra berättelser                   | Per Gustavsson                |
|        | Kommissarie Kaviar                             | Roger Berggren                |
|        | En Westernlegend                               | Stefan Rothmaier              |
|        | Sven:En Seriefigur Döps                        | Redaktionen                   |
| 3      | Traskens                                       | Jonas Darnell                 |
|        | Drakon: Djungelvägen                           | Norman Worker Kari Leppänen   |
|        | Martin Udd - Journalist (Del 3)                | Magnus Knutsson Ulf Jansson   |
|        | Munkens Män                                    | Anders Parsmo                 |
|        | Johnny Primat möter Gnyx                       | Jonas Forsberg                |
|        | Kommer$iell                                    | Michael Ekbladh Lasse Persson |
|        | Sven blir superhjälte                          | Anders Westerberg Redaktionen |
| 4      | Traskens                                       | Jonas Darnell                 |
|        | Martin Udd - Journalist (Del 4)                | Magnus Knutsson Ulf Jansson   |
|        | Halsnalle och Hans Vänner                      | Leif Carlsson                 |
|        | Gallerie Mill                                  | Camilla Eriksson              |
|        | En Skänk Från Ovan                             | Thomas Norberg                |
|        | Vi Komma Från Pepparkakeland                   | Per Gustavsson                |
|        | Berättelser från Midgård                       | Mikael Oskarsson              |
|        | Dit Vägen Leder                                | Stefan Helgesson              |
|        | Svexx                                          | Jonas Darnell Redaktionen     |